# Президентські вибори у США 1888
Президентські вибори 1888 року проходили 6 листопада. На них президент Гровер Клівленд набрав більше голосів виборців, ніж його суперник від республіканців Бенджамін Гаррісон, але програв по голосах виборників (168 — у Клівленда проти 233 — в Гаррісона). В результаті 23-м президентом США став колишній сенатор від Індіани Бенджамін Гаррісон. Таким чином, повторилася ситуація виборів 1876 року, де кандидат, що набрав найбільшу кількість голосів, тим не менше не став президентом. Наступного разу подібна ситуація виникла лише через 112 років — на виборах 2000 року.

## Вибори

### Кампанія
Клівленд зробив основним лейтмотивом передвиборчої кампанії тарифи. Він вважав, що тарифи були занадто високі, а надто високі тарифи означають несправедливі податки. Республіканці оскаржували цю тезу, вважаючи, що високі тарифи захищають американську промисловість від іноземної конкуренції та гарантують високі зарплати, доходи та високий зріст економіки. У народі, однак, низькі тарифи зв'язувалися з впливом Британії, оскільки тоді вона була прихильником вільної торгівлі, і були вкрай непопулярні серед американців та вихідців з Ірландії. На практиці, однак, суперечка про тарифи на промислові товари була у той час безглуздою, оскільки в США вартість виробництва була значно нижчою, ніж у Європі.

### Результати

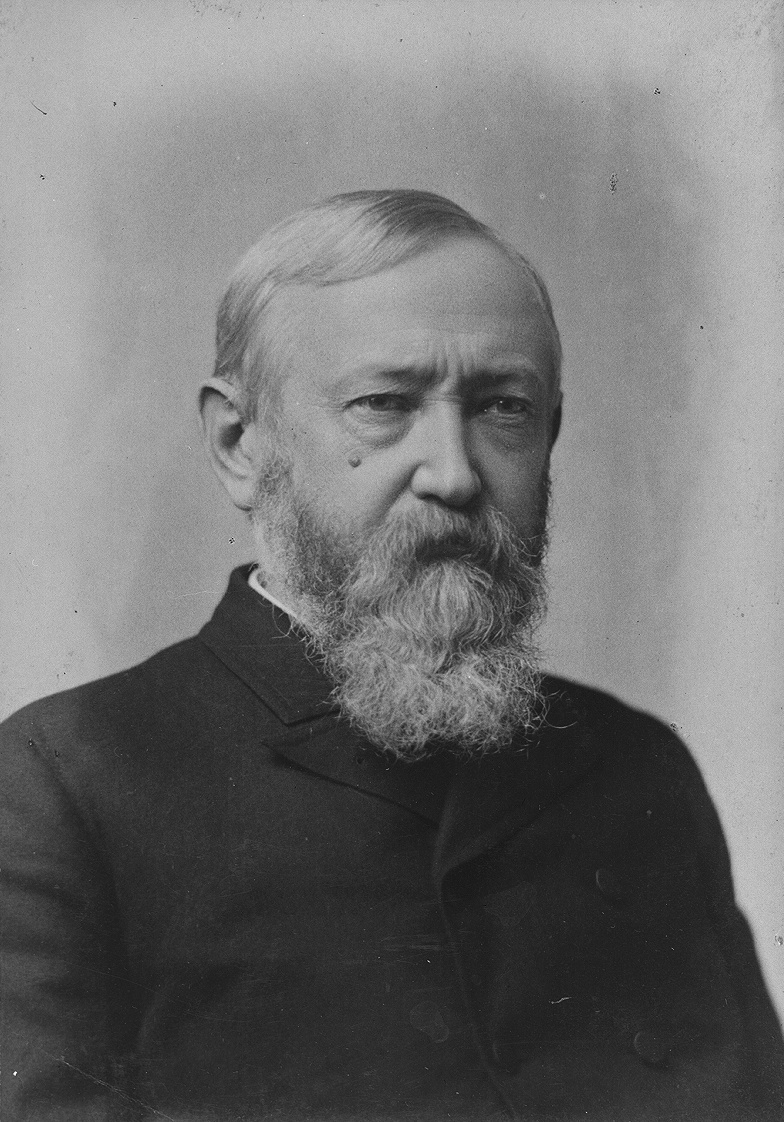
На виборах 1888 року Бенджамін Гаррісон був обраний 23-м президентом США.

| Кандидат           | Партія                 | Виборці    | Виборці | Виборники |
| Кандидат           | Партія                 | Кількість  | %       | Виборники |
| ------------------ | ---------------------- | ---------- | ------- | --------- |
| Бенджамін Гаррісон | Республіканська партія | 5 443 892  | 47,8 %  | 233       |
| Гровер Клівленд    | Демократична партія    | 5 534 488  | 48,6 %  | 168       |
| Клінтон Боуен Фікс | Prohibition            | 249 819    | 2,2 %   | 0         |
| Елсон Стрітер      | Трейд-юніон            | 146 602    | 1,3 %   | 0         |
| інші               |                        |            |         |           |
| 8 519              | 0,1 %                  | 0          |         |           |
| Всього             | Всього                 | 11 383 320 | 100 %   | 401       |